# 위에서부터 마리코
〈위에서부터 마리코〉(上からマリコ 우에카라 마리코[*])는 일본의 아이돌 AKB48의 24번째 싱글이다. 2011년 12월 7일에 발매됐다.
오리콘 연간 4위(등장회수 24주), 싱글트랙 다운로드 플래티넘 (25만 DL 이상), 유튜브 조회수 약 1천만

## 수록곡

### 타입 A
전체 작사: 아키모토 아스시
| #  | 제목                                                                                  | 작곡              | 음악가 | 재생 시간 |
| -- | ------------------------------------------------------------------------------------- | ----------------- | ------ | --------- |
| 1. | 〈우에카라 마리코〉 (上からマリコ 위에서부터 마리코[*])                               | 가와우라 마사히로 |        | 3:57      |
| 2. | 〈노에루노 요루〉 (ノエルの夜 노엘의 밤[*])                                           | 오쿠다 모도이     |        | 4:08      |
| 3. | 〈린진와 기즈츠카나이〉 (隣人は傷つかない 이웃이면 상처받지 않아[*])                  |                   | 팀A    | 3:31      |
| 4. | 〈우에카라 마리코 (Off Vocal Ver.)〉 (上からマリコ 위에서부터 마리코[*])              | 가와우라 마사히로 |        | 3:57      |
| 5. | 〈노에루노 요루 (Off Vocal Ver.)〉 (ノエルの夜 노엘의 밤[*])                          | 오쿠다 모도이     |        | 4:08      |
| 6. | 〈린진와 기즈츠카나이 (Off Vocal Ver.)〉 (隣人は傷つかない 이웃이면 상처받지 않아[*]) |                   | 팀A    | 3:31      |

| #  | 제목                                                    | 재생 시간 |
| -- | ------------------------------------------------------- | --------- |
| 1. | 〈우에카라 마리코 (上からマリコ)〉 (뮤직비디오)         |           |
| 2. | 〈노에루노 요루 (ノエルの夜)〉 (뮤직비디오)             |           |
| 3. | 〈린진와 기즈츠카나이 (隣人は傷つかない)〉 (뮤직비디오) |           |
| 4. | 〈24th 싱글 선발 가위바위보 대회 문서 영상 (전편)〉     |           |

### 타입 K
전체 작사: 아키모토 야스시
| #  | 제목                                                                     | 작곡              | 음악가 | 재생 시간 |
| -- | ------------------------------------------------------------------------ | ----------------- | ------ | --------- |
| 1. | 〈우에카라 마리코〉 (上からマリコ 위에서부터 마리코[*])                  | 가와우라 마사히로 |        | 3:57      |
| 2. | 〈노에루노 요루〉 (ノエルの夜 노엘의 밤[*])                              |                   |        | 4:08      |
| 3. | 〈제로섬 타이요〉 (ゼロサム太陽 제로섬 태양[*])                          |                   | 팀K    | 4:14      |
| 4. | 〈우에카라 마리코 (Off Vocal Ver.)〉 (上からマリコ 위에서부터 마리코[*]) |                   |        |           |
| 5. | 〈노에루노 요루 (Off Vocal Ver.)〉 (ノエルの夜 노엘의 밤[*])             |                   |        |           |
| 6. | 〈제로섬 타이요 (Off Vocal Ver.)〉 (ゼロサム太陽 제로섬 태양[*])         |                   | 팀K    |           |

| #  | 제목                                                | 재생 시간 |
| -- | --------------------------------------------------- | --------- |
| 1. | 〈우에카라 마리코 (上からマリコ)〉 (뮤직비디오)     |           |
| 2. | 〈노에루노 요루 (ノエルの夜)〉 (뮤직비디오)         |           |
| 3. | 〈제로섬 타이요 (ゼロサム太陽)〉 (뮤직비디오)       |           |
| 4. | 〈24th 싱글 선발 가위바위보 대회 문서 영상 (중편)〉 |           |

### 타입 B
전체 작사: 아키모토 야스시
| #  | 제목                                                                     | 작곡              | 음악가 | 재생 시간 |
| -- | ------------------------------------------------------------------------ | ----------------- | ------ | --------- |
| 1. | 〈우에카라 마리코〉 (上からマリコ 위에서부터 마리코[*])                  | 가와우라 마사히로 |        | 3:57      |
| 2. | 〈노에루노 요루〉 (ノエルの夜 노엘의 밤[*])                              |                   |        | 4:08      |
| 3. | 〈요비스테 판타지〉 (呼ぴ捨てファンジー)                                 |                   | 팀B    | 3:27      |
| 4. | 〈우에카라 마리코 (Off Vocal Ver.)〉 (上からマリコ 위에서부터 마리코[*]) |                   |        |           |
| 5. | 〈노에루노 요루 (Off Vocal Ver.)〉 (ノエルの夜 노엘의 밤[*])             |                   |        |           |
| 6. | 〈요비스테 판타지 (Off Vocal Ver.)〉 (呼ぴ捨てファンジー)                |                   | 팀B    |           |

전체 작사: 아키모토 야스시
| #  | 제목                                                  | 재생 시간 |
| -- | ----------------------------------------------------- | --------- |
| 1. | 〈우에카라 마리코 (上からマリコ)〉 (뮤직비디오)       |           |
| 2. | 〈노에루노 요루 (ノエルの夜)〉 (뮤직비디오)           |           |
| 3. | 〈요비스테 판타지 (呼ぴ捨てファンジー)〉 (뮤직비디오) |           |
| 4. | 〈24th싱글 선발 가위바위보 대회 문서 영상 (후편)〉    |           |
| 5. | 〈시노다 마리코 가치 인터뷰 회견 풋초쿤〉             |           |

### 극장판
전체 작사: 아키모토 야스시
| #  | 제목                                                    | 작곡              | 음악가 | 재생 시간 |
| -- | ------------------------------------------------------- | ----------------- | ------ | --------- |
| 1. | 〈우에카라 마리코〉 (上からマリコ 위에서부터 마리코[*]) | 가와우라 마사히로 |        | 3:57      |
| 2. | 〈노에루노 요루〉 (ノエルの夜 노엘의 밤[*])             |                   |        | 4:08      |
| 3. | 〈달려라! 펭귄〉 (走れ! べンギン)                       |                   | 팀4    | 4:03      |
| 4. | 〈우에카라 마리코 (上からマリコ)〉 (Off Vocal Ver.)     |                   |        |           |
| 5. | 〈노에루노 요루 (ノエルの夜)〉 (Off Vocal Ver.)         |                   |        |           |
| 6. | 〈달려라! 펭귄 (走れ! べンギン)〉 (Off Vocal Ver.)      |                   |        |           |

## 선발 멤버

### 〈우에카라 마리코〉
(센터 : 시노다 마리코)
- AKB48:시노다 마리코 (1위), 후지에 레이나 (2위), 미네기시 미나미 (3위), 코바야시 마리나 (4위), 아키모토 사야카 (5위), 오오야 시즈카 (6위),  마에다 아미 (7위),  사토 스미레 (8위), 코지마 하루나 (9위),   우메다 아야카 (9위), 카사이 토모미 (9위), 키타하라 리에 (9위), 야마우치 스즈란 (9위)
- SKE48:쿠와바라 미즈키 (9위)
- NMB48: 야마구치 유키 (9위), 히카와 야아메 (9위)

### 〈노엘의 밤〉
(센터 : 마에다 아츠코)
- AKB48 :시노다 마리코, 코지마 하루나, 오오시마 유코, 미야자와 사에, 마에다 아츠코, SKE48:마츠이 레나, 키타하라 리에, 카시와기 유키, 다카죠 아키, 다카하시 미나미, 이타노 토모미, 카사이 토모미, 사시하라 리노, 미네기시 미나미, NMB48:야마모토 사야카, 와타나베 마유,  오오타 아이카, SKE48:마츠이 쥬리나, 사토 스미레

### 〈이웃은 상처받지 않아〉
「팀A」명의
(센터: 마에다 아츠코, 다카하시 미나미)
- AKB48: 이와사 미사키, 오오타 아이카, 오오야 시즈카, 카타야마 하루카, 쿠라모치 아스카, 코지마 하루나, 사시하라 리노, 시노다 마리코, 타카죠 아키, 다카하시 미나미, 나카가와 하루카, 나카타 치사토, 나카야 사야카, 마에다 아츠코, 마에다 아미, 마츠바라 나츠미

### 〈제로섬 태양〉
「팀K」명의
(센터: 오오시마 유코, 이타노 토모미)
- AKB48: 아키모토 사야카, 이타노 토모미, 우메다 아야카, 우치다 마유미, 오오시마 유코, 키쿠치 아야카, 타나베 미쿠, 나카츠카 토모미, 후지에 레이나, 니토 모에노, 노나카 미사토, 마츠이 사키코, 미네기시 미나미, 미야자와 사에, 요코야마 유이, 요네자와 루미

### 〈요비스테 판타지〉
「팀B」명의
(센터: 카시와기 유키)
- AKB48: 이시다 하루카, 카사이 토모미, 카시와기 유키, 키타하라 리에, 코바야시 카나, 코모리 미카, 사토 아미나, 사토 스미레, 사토 나츠키, 스즈키 시호리, 스즈키 마리야, 치카노 리나, 히라지마 나츠미, 마스다 유카, 미야자키 미호, 와타나베 마유

### 〈달려라! 펭귄〉
「팀4」명의
(센터: 시마자키 하루카)
- AKB48: 아베 마리아, 이치카와 미오리, 이리야마 안나, 시마자키 하루카, 시마다 하루카, 타케우치 미유, 나가오 마리야, 나카마타 시오리, 나카무라 마리코, 야마우치 스즈란

## 차트 순위
| 차트            | Oricon의 싱글 차트 | 피크 위치 | 데뷔 판매(부) | 판매 총(부) |
| --------------- | ------------------ | --------- | ------------- | ----------- |
| 2011년 12월 7일 | 매일 차트          | 1         | 959,280       | 1,304,312   |
| 2011년 12월 7일 | 주간 차트          | 1         | 119,8864      | 1,304,312   |
| 2011년 12월 7일 | 월간 차트          | 1         | 127,3748      | 1,304,312   |